# Новогродівка
Новогро́дівка — місто Покровського району Донецької області, Україна. Адміністративний центр Новогродівської міської громади.

## Загальні відомості
Раніше місто було адміністративно підпорядковане Селидівській міській раді, з містом Селидове тісно пов'язане економічно.
Засноване в 1939 році як селище шахти Ново-Гродівка у зв'язку з початком будівництва шахти «Новогродівська».
Статус міста і сучасну назву отримало в 1958 році.
На виконання Закону України «Про засудження комуністичного та націонал-соціалістичного (нацистського) тоталітарних режимів в Україні та заборону пропаганди їхньої символіки» згідно з рішенням Новогродівської міської ради від 05.12.2015 №7/2-21 було перейменовано ряд вулиць м. Новогродівка. 28 серпня 2024 року місто було окуповане російськими військами.

### Географія
Новогродівка розташована за 50 км на північний захід від обласного центру — м. Донецька, за 7 км від Селидового і за 3 км від залізничної станції Гродівка.
Біля міста бере початок річка Солоненька, притока річки Солоної.
Карта Новогродівки - Місто Новогродівка (Донецька область) на схематичних та супутникових (вид з космосу) мапах. [Архівовано 29 серпня 2019 у Wayback Machine.].
Новогродівка на Google Earth.

### Клімат
Див. Погода у Новогродівці [Архівовано 6 липня 2017 у Wayback Machine.]
Клімат континентальний з посушливо-суховійними явищами.

### Російсько-українська війна
29 серпня 2024 року російські окупаційні війська захопили місто Новогродівка.
У січні 2025 року українська авіація завдала удару по командному пункту 2-ї загальновійськової армії РФ, який розташовувався у Новогродівці.

## Населення
Населення за переписом 2001 року — 17,473 тис. мешканців (2001), на початок 2004 року — 16,8 тис. осіб. За період з 1970 року скоротилося на 24 %.
Народжуваність  — 8,2 на 1000 осіб, смертність — 17,4, природний спад — −9,2, сальдо міграції негативне (-6,3 на 1000 осіб).

### Національний склад
Національний склад населення за даними перепису 2001 року:
| Національність  | Відсоток |
| --------------- | -------- |
| українці        | 61,76%   |
| росіяни         | 33,85%   |
| білоруси        | 1,57%    |
| татари          | 0,70%    |
| греки           | 0,28%    |
| молдовани       | 0,22%    |
| вірмени         | 0,13%    |
| азербайджанці   | 0,10%    |
| інші/не вказали | 1,39%    |

Динаміка зміни населення Новогродівки за роками:

### Мовний склад
Розподіл населення за рідною мовою за даними перепису 2001 року:
| Мова            | Кількість | Відсоток |
| --------------- | --------- | -------- |
| російська       | 12151     | 69.20%   |
| українська      | 5240      | 29.84%   |
| білоруська      | 19        | 0.11%    |
| інші/не вказали | 149       | 0.85%    |
| Усього          | 17559     | 100%     |

За даними перепису 2001 року 29,84 % населення міста вказали українську мову рідною, 69,20 % — російську, 0,96 % — інші мови.

## Економіка
Видобуток кам'яного вугілля (ГОАО Шахта «Новогродівська» і Шахта «Котляревська», Шахта 1/3 «Новогродівська» - ГХК ГП «Селидіввугілля») і збагачення (Групова збагачувальна фабрика «Росія») — видобуток вугілля. У 2003 році видобуток вугілля склав 1 696 тис. тонн.
Новогродівський машинобудівний завод.
Близько 80 % зайнятих в господарстві працюють в промисловості. Обсяг промислового виробництва — 172 млн гривень (на 1 мешканця — 10 255 грн), зокрема понад 90%  — у вугільній промисловості. Індекс промислової продукції — 95,8 % у 2003 році до 1990 року. Викиди шкідливих речовин у 2003 році в атмосферне повітря від джерел забруднення міста — 4,6 тис. тонн.
Експорт товарів у 2003 році — 0,962 млн. доларів США. Обсяг проведених послуг у 2003 році — 1,0 млн. гривень. Коефіцієнт безробіття — 2,4 %. Середньомісячна зарплата у 2003 році — 662 гривні.

## Транспорт
Сполучення залізничне (станція Гродівка в 3 км від міста) і автобусне — до Селидового, Покровська, Слов'янська.

## Культура, освіта
- Будинок дитячої творчості (вул. Центральна, 19)
- Заклади загальної середньої освіти № 8, № 7, № 9, № 10 (загалом близько 1300 учнів)
- Початковий мистецький заклад - музична школа
- 5 закладів дошкільної освіти  (близько 500 дітей)
- 2 бібліотеки.

## Спорт
В місті зареєстровані та активно діють громадські організації та клуби спортивного напряму: Громадська організація «Федерація боксу м.Новогродівка», Громадська організація "Федерація кікбоксингу м.Новогродівка" (ГО"НФК"), ГРОМАДСЬКА ОРГАНІЗАЦІЯ "ФЕДЕРАЦІЯ ВОЛЕЙБОЛУ М. НОВОГРОДІВКА" (ГО "ФЕДЕРАЦІЯ ВОЛЕЙБОЛУ М. НОВОГРОДІВКА"), ГРОМАДСЬКА ОРГАНІЗАЦІЯ "СПОРТИВНА АСОЦІАЦІЯ НОВОГРОДІВКИ "СИНЕРГІЯ" (ГО САН «СИНЕРГІЯ»), Громадська організація "Футбольний клуб "Олімпік".

## Медицина
У місті є одна міська лікарня, яка працює у штатному режимі навіть попри близькість до фронту. Окрім звичних медичних послуг, там з 2021 року надають паліативну допомогу пацієнтам з невиліковними хворобами. Це одна з перших лікарень на Донеччині, де створили відділення паліативної допомоги — стаціонарної і мобільної.

## Відомі люди
- Моргун Олег Анатолійович (1971—2019) — капітан ДСНС, сапер.
- Скакун Ярослав Іванович (* 1949) — створив пам'ятник Т. Г. Шевченку для міста Новогродівка.

## Пам'ятки
| № за/п | Охоронний № | Найменування пам'ятки                                                                                                  | Адреса                                     | Дата спорудження | Автор | Номер і дата рішення про взяття на держоблік |
| ------ | ----------- | --- | ------------------------------------------ | ---------------- | ----- | -------------------------------------------- |
| 1.     | 3256        | Могила Жукова В. В, воїна-афганця.                                                                                     | вул. Кутузова, 47, цвинтар.                | 1985 р.          | -     | 14.07.1993 р. № 419                          |
| 2.     | 3257        | Могила Кривоносова Є. Б, воїна-афганця.                                                                                | вул. Кутузова, 47, цвинтар.                | 1981 р.          | -     | 14.07.1993 р. № 419                          |
| 3.     | 518         | Пам'ятник Т. Г. Шевченку. Подарований жителями Калуша на честь 10-ліття незалежності України. Скульптор Ярослав Скакун | на розі вул. Олега Кошового та Центральної | 2001 р.          |       | 25.04.2003 упр. Культури № 4\8               |
| 4.     | 520         | Пам'ятник шахтарям, які загинули на виробництві                                                                        | вул. Паркова, сквер                        | 2004 р.          | -     | 18.03. 2005 р. № 5                           |

## Галерея

Пам'ятник Т. Г. Шевченку
Будинок культури
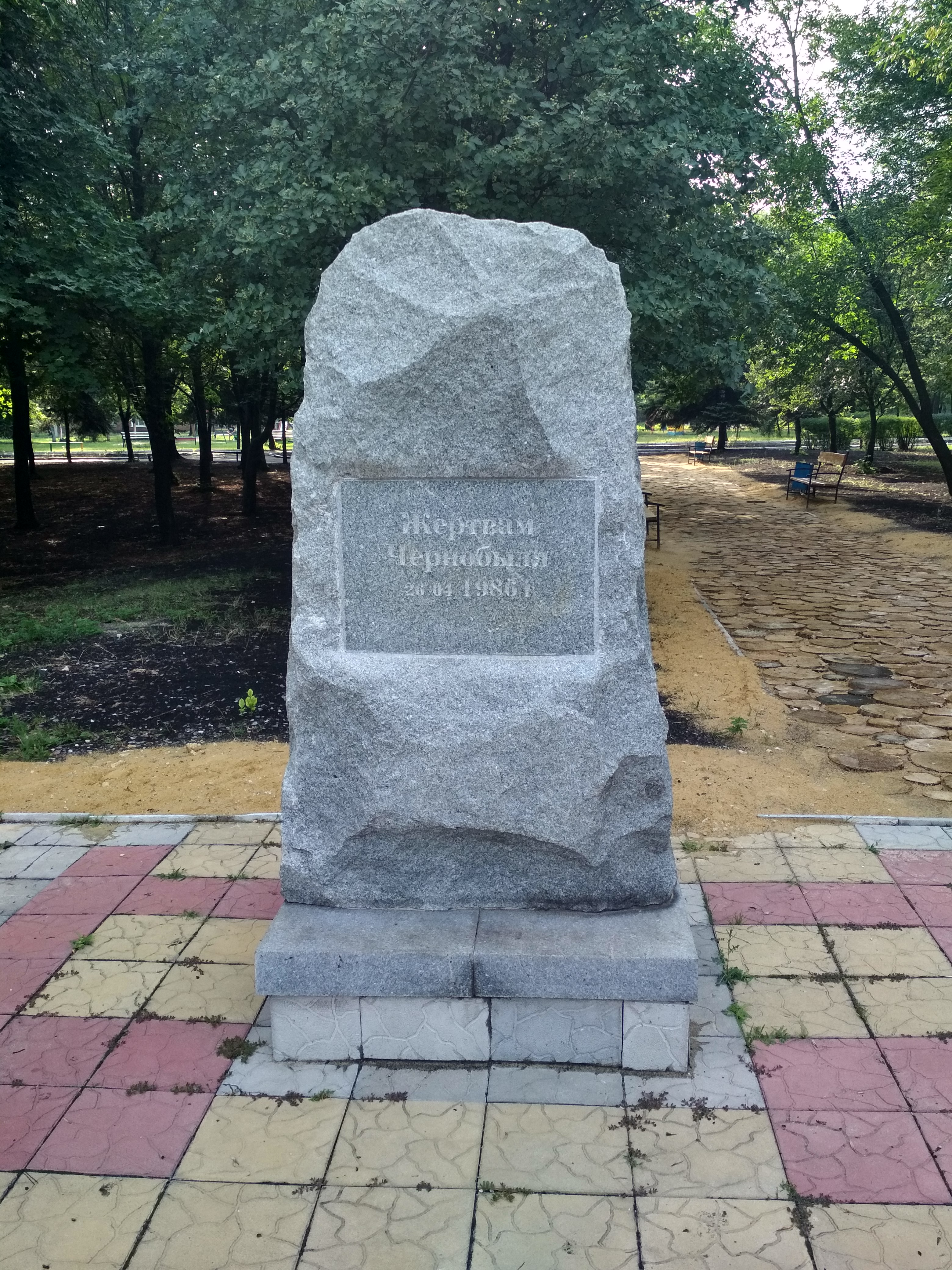
Пам'ятник жертвам Чорнобиля
Пам'ятник загиблим шахтарям
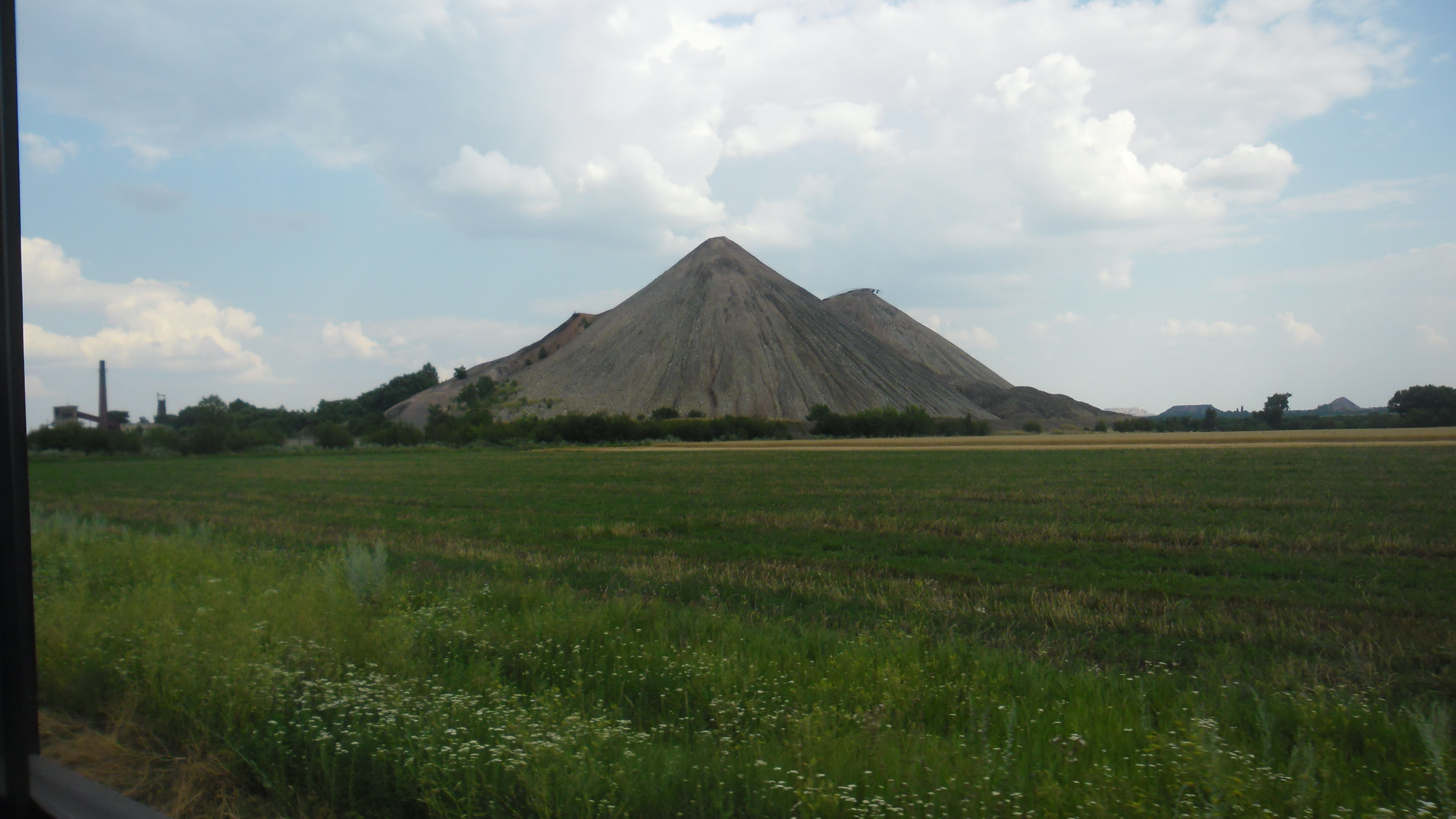
Шахта 1/3 «Новогродівська»
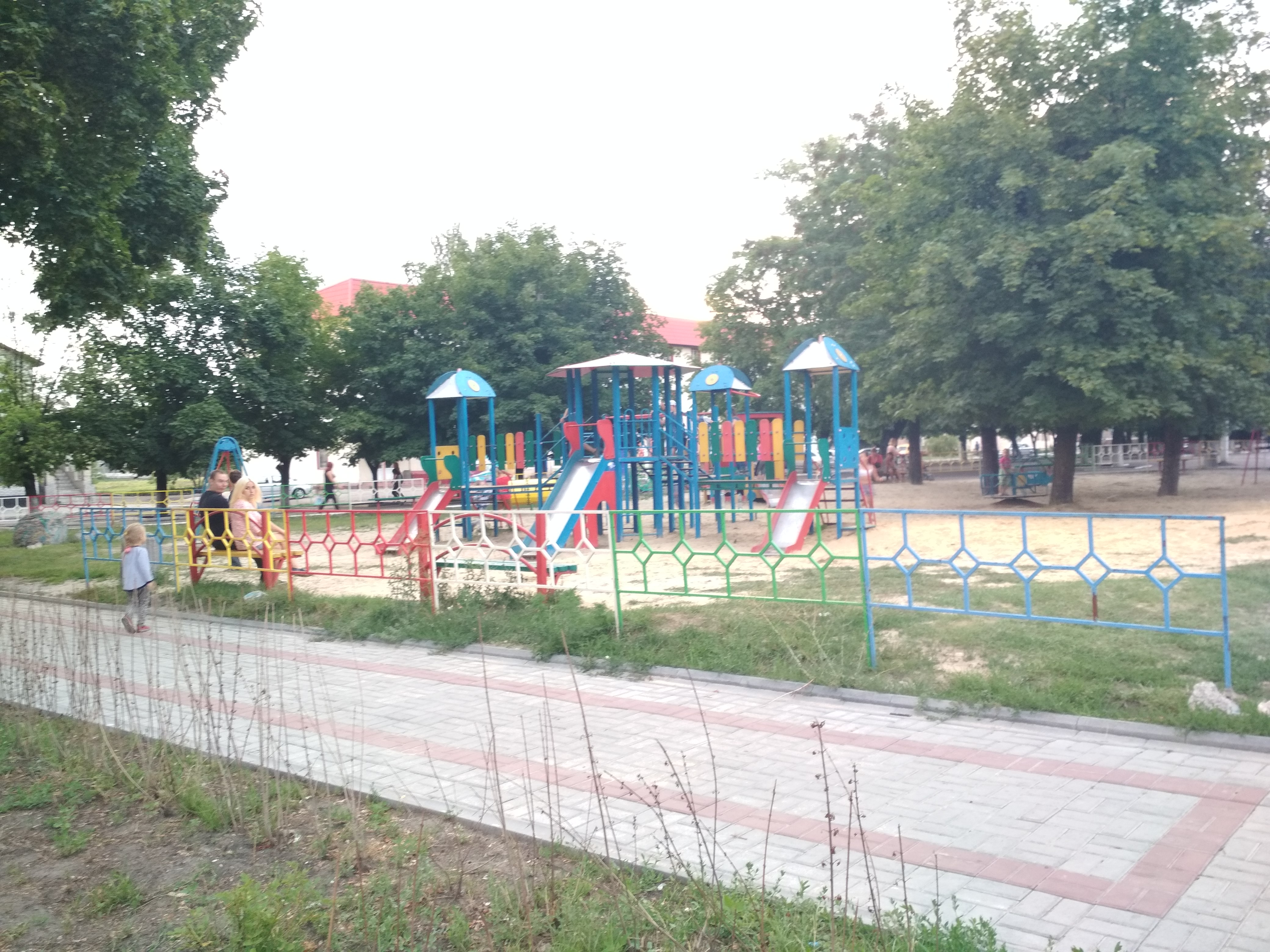
Міський парк. Дитячий майданчик
Міський парк. Фонтан побудований у 2018 році
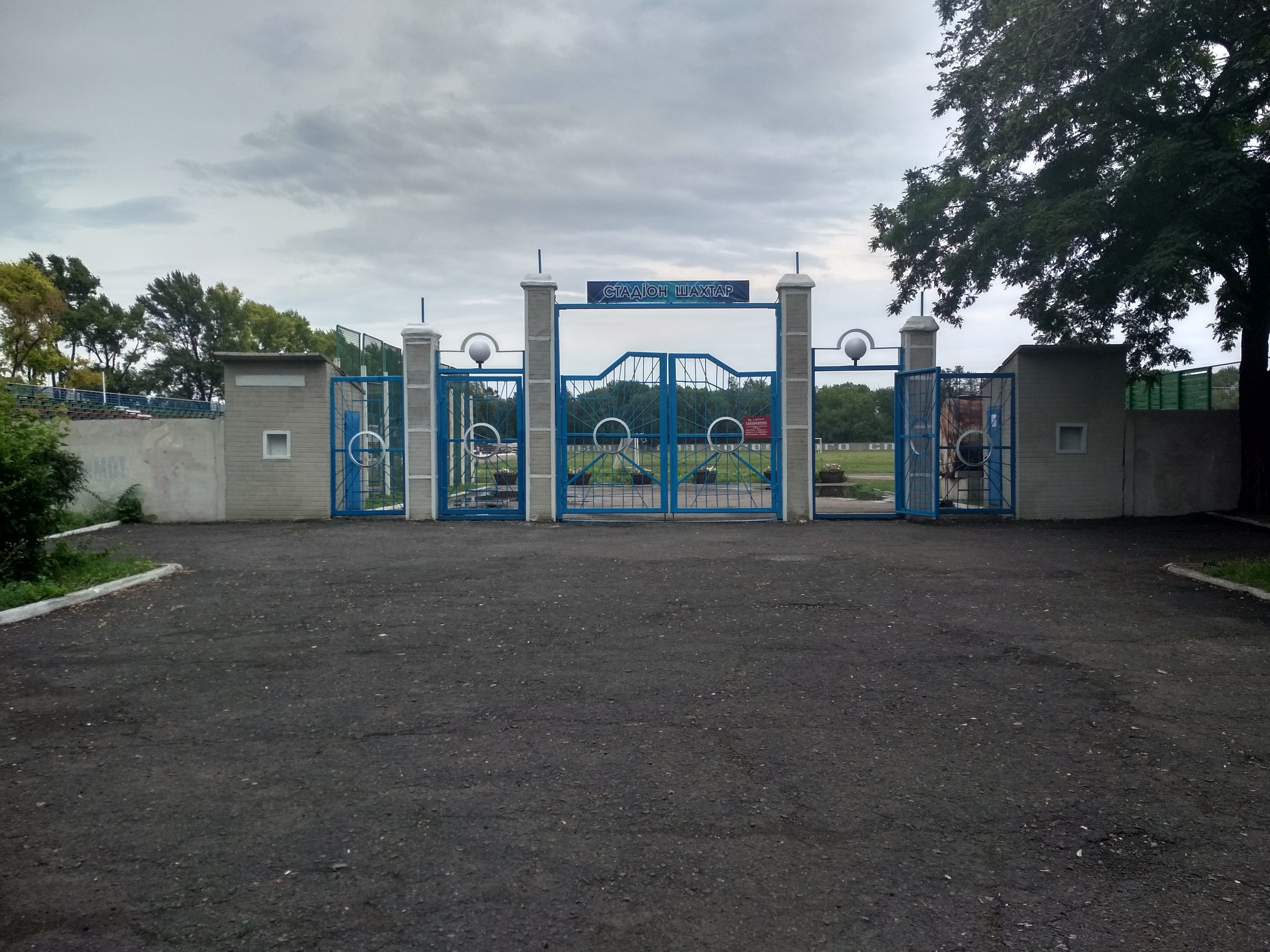
Стадіон "Шахтар"
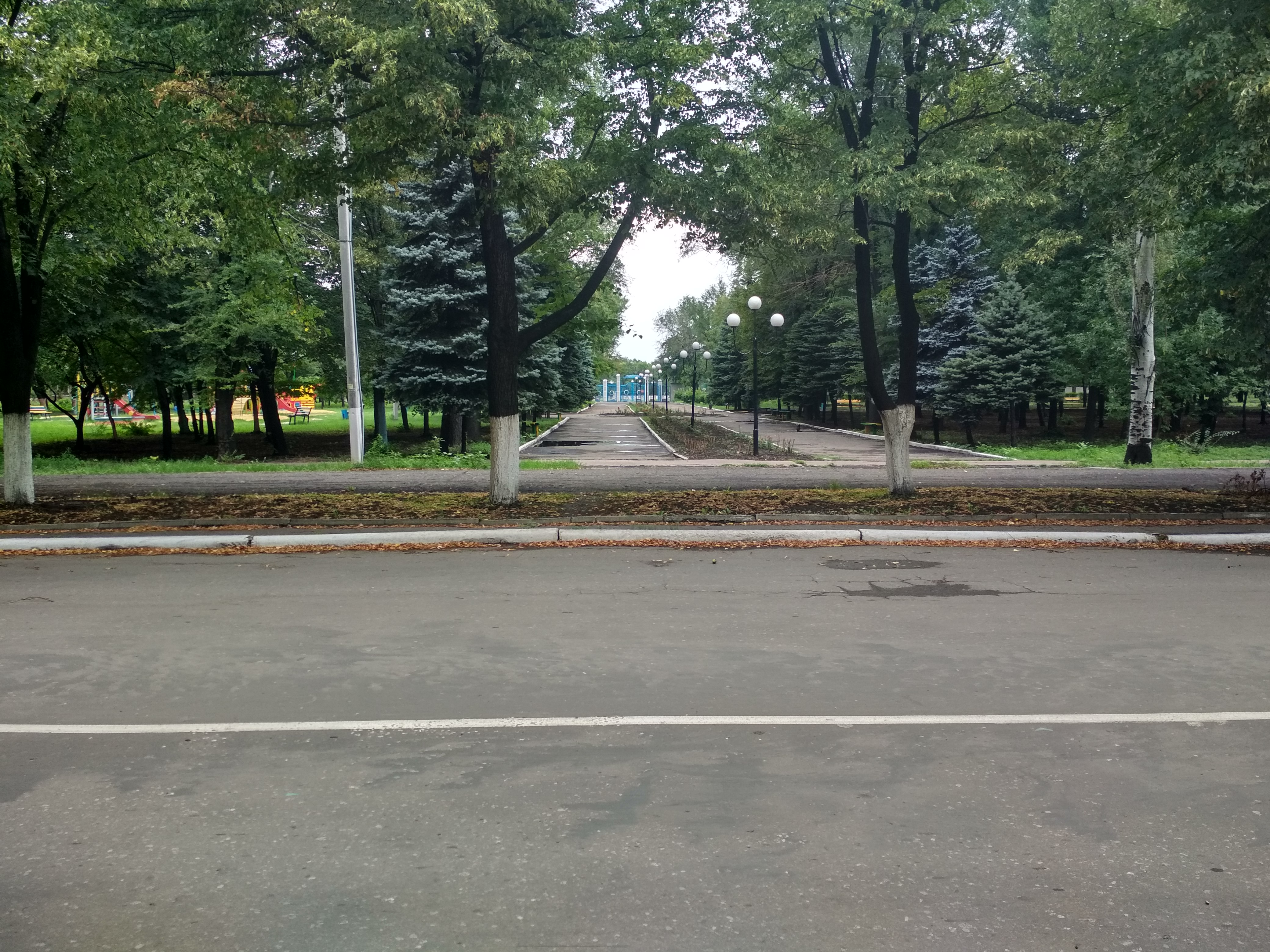
Вхід до парку
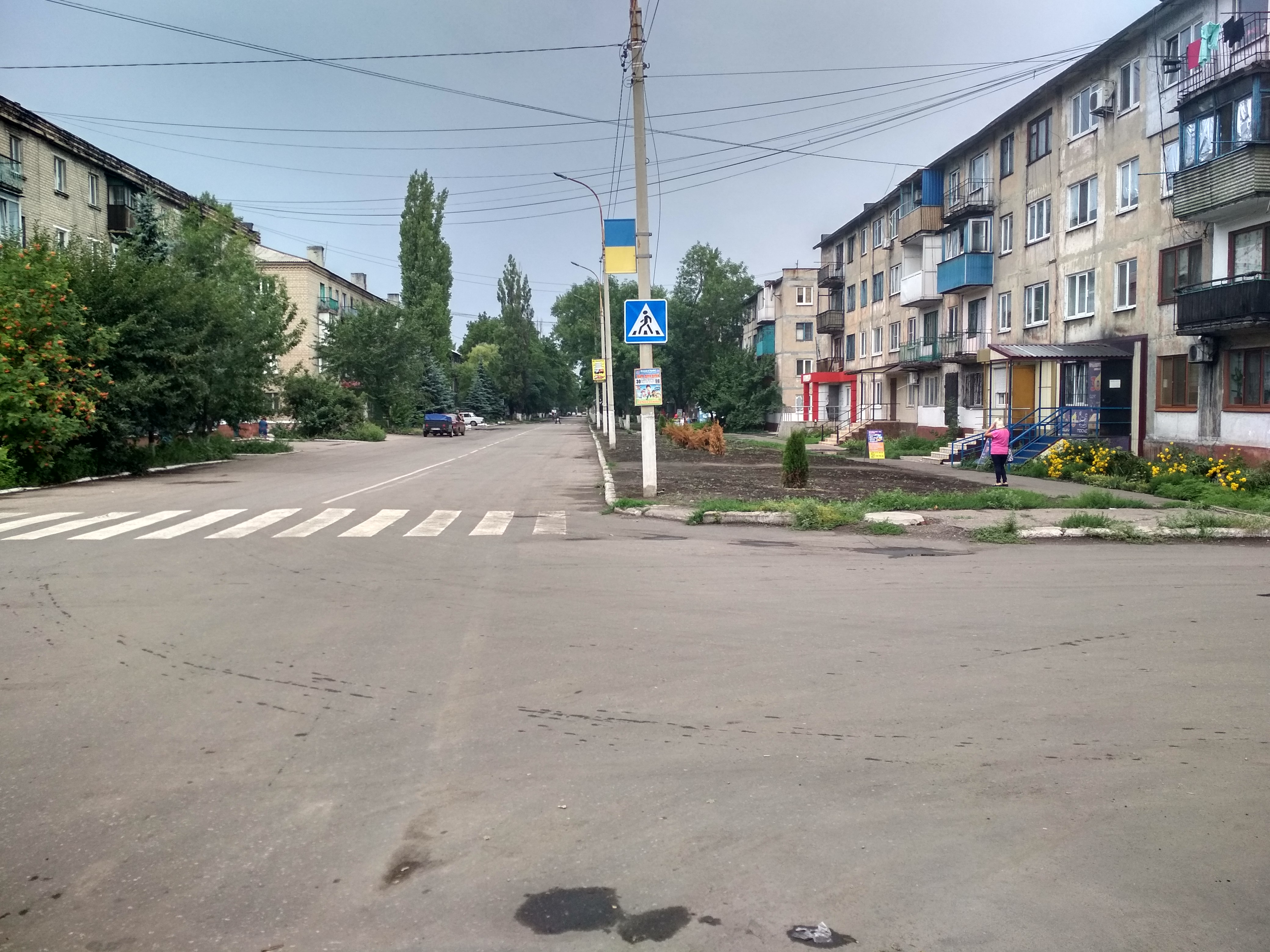
Вулиці міста
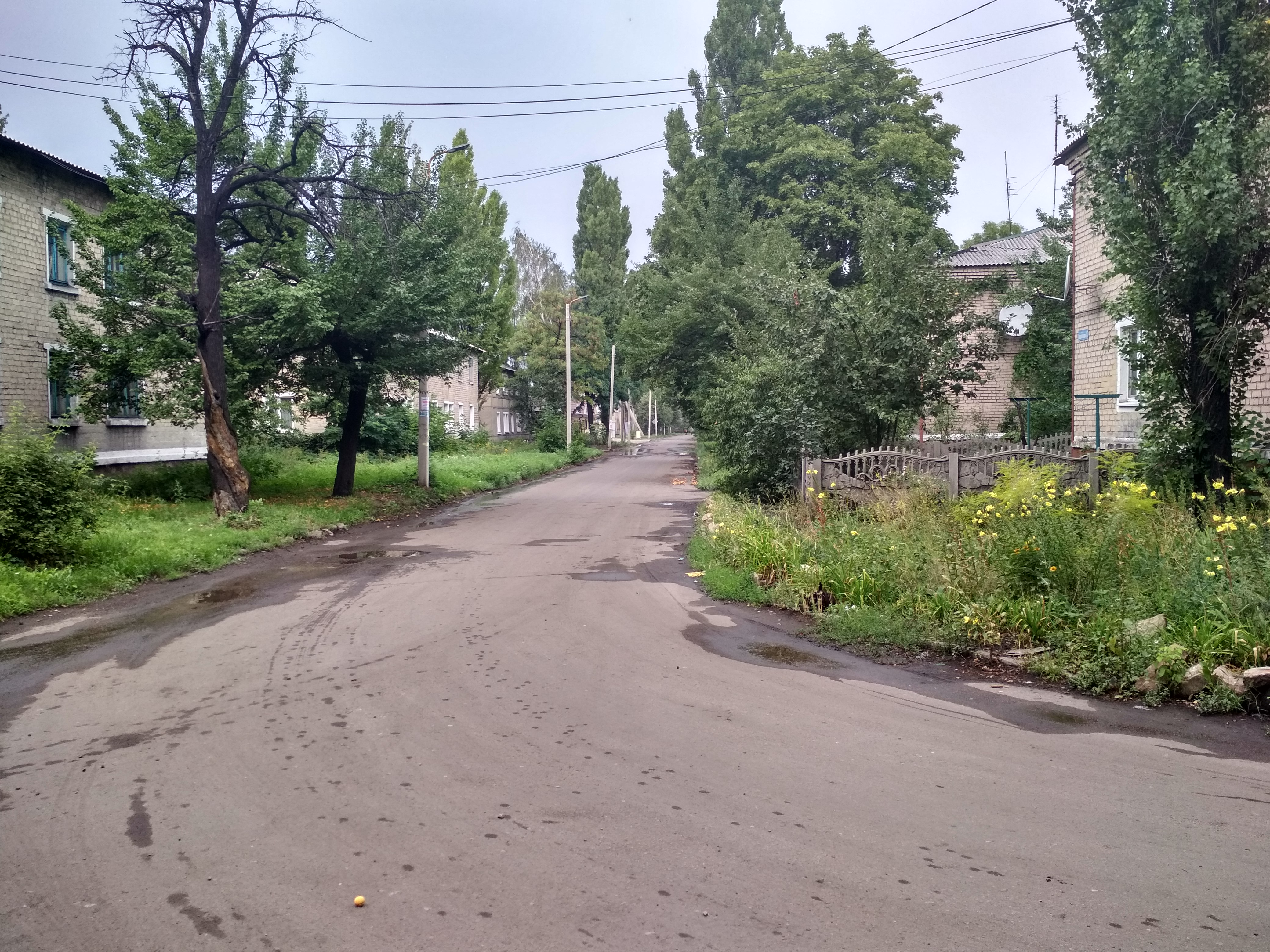
Вулиці міста
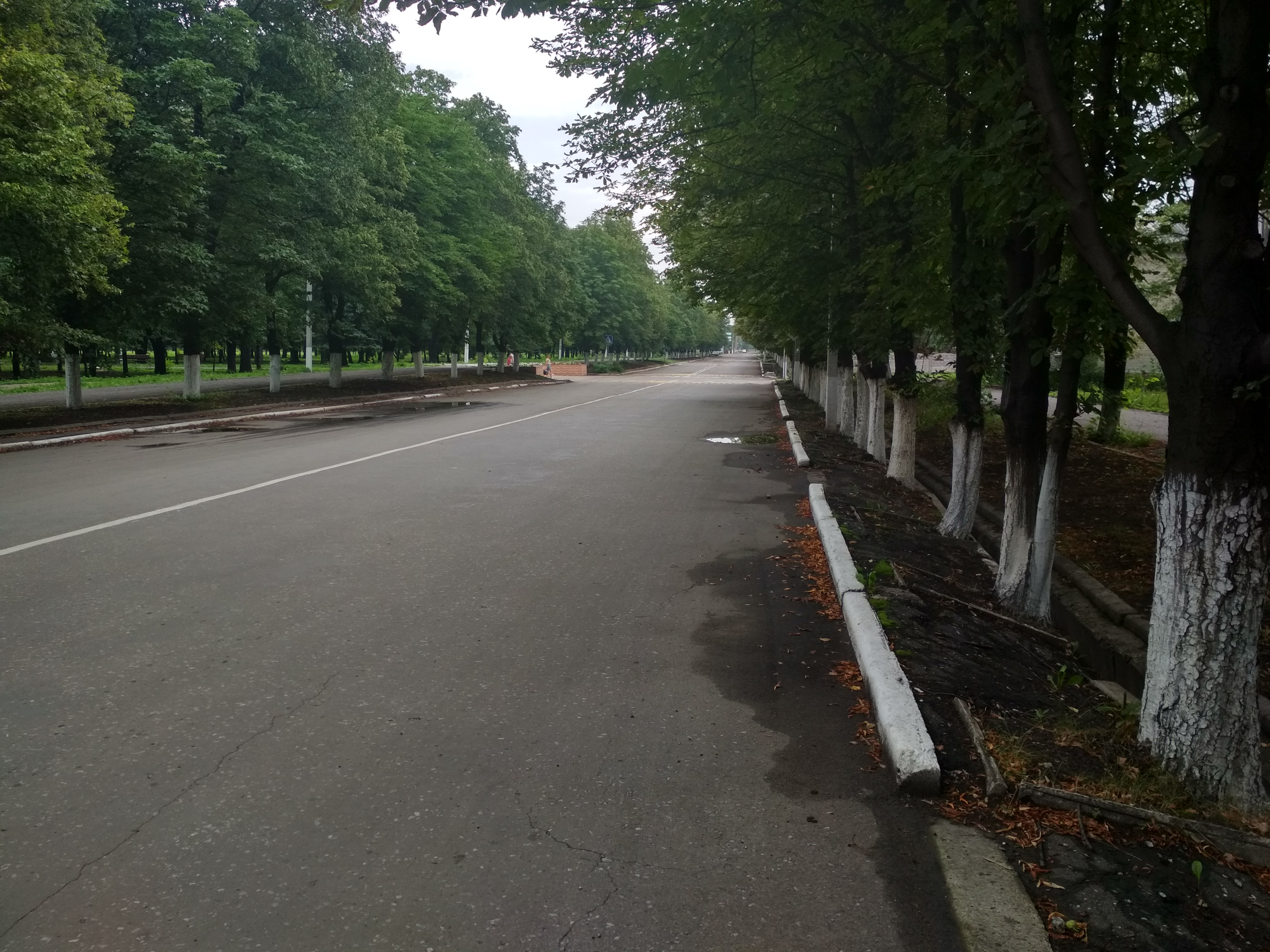
Вулиці міста

## Список приміток
1. ↑  ЗА ТРИ КІЛОМЕТРИ ВІД ФРОНТУ: ЕВАКУАЦІЯ З НОВОГРОДІВКИ ТА УКРАЇНСЬКА
2. ↑  «ПРО ПЕРЕЙМЕНУВАННЯ ВУЛИЦЬ». Архів оригіналу за 27 серпня 2018. Процитовано 27 серпня 2018.
3. ↑  НОВОГРОДІВКА, ДОНЕЦЬКА ОБЛАСТЬ
4. ↑  Архівована копія (PDF). Архів оригіналу (PDF) за 16 серпня 2018. Процитовано 16 серпня 2018.{{cite web}}:  Обслуговування CS1: Сторінки з текстом «archived copy» як значення параметру title (посилання)
5. ↑  Національний склад міст. Datatowel.in.ua (укр.). Процитовано 27 квітня 2024.
6. ↑  Наведено за даними державної служби статистики України.
7. ↑  Рідні мови в об'єднаних територіальних громадах України — Український центр суспільних даних
8. ↑  Банк даних — перепис 2001
9. ↑  Новогродовский машиностроительный завод, ЗАО. Архів оригіналу за 6 червня 2018. Процитовано 1 червня 2018.
10. ↑  Архівована копія. Архів оригіналу за 22 серпня 2018. Процитовано 22 серпня 2018.{{cite web}}:  Обслуговування CS1: Сторінки з текстом «archived copy» як значення параметру title (посилання)
11. ↑  Архівована копія. Архів оригіналу за 22 серпня 2018. Процитовано 22 серпня 2018.{{cite web}}:  Обслуговування CS1: Сторінки з текстом «archived copy» як значення параметру title (посилання)
12. ↑  Архівована копія. Архів оригіналу за 22 серпня 2018. Процитовано 22 серпня 2018.{{cite web}}:  Обслуговування CS1: Сторінки з текстом «archived copy» як значення параметру title (посилання)
13. ↑  Новогродівська лікарня однією з перших на Донеччині впровадила паліативну допомогу. Як це вдалось. Свої.City (укр.). Процитовано 7 травня 2024.
14. ↑  Когут М. Калущина: люди і долі. — Калуш : Калуська друкарня, 2006. — С. 187.

## Інтернет-ресурси
- Інформаційний портал Донеччини [Архівовано 15 липня 2020 у Wayback Machine.]